# Aeroparque Jorge Newbery
L'aeroporto Jorge Newbery (Aeroparque Metropolitano Jorge Newbery in spagnolo) è uno scalo aereo internazionale situato a 2 km a nord-ovest dal centro della capitale argentina Buenos Aires. L'aeroporto sorge sulla sponda del Río de la Plata, nel quartiere di Palermo, ed è il principale hub per i voli interni. Dal marzo 2019 gli unici voli internazionali operati dall'Aeroparque sono quelli per l'Uruguay. Tuttavia a partire dal 2020 sono ripresi numerosi voli verso molteplici destinazioni nelle nazioni confinanti.

## Storia
I lavori di costruzione dell'aeroporto, progettato dall'ingegner Víctor Manuel Acuña, iniziarono nel 1945 e terminarono due anni più tardi quando fu inaugurato come Aeroparque 17 de Octubre. Nel 1951 fu inaugurato il suo terminal, mentre la lunghezza della pista fu portata a 1.550 metri. Dopo il colpo di Stato del 1955 che pose fine al regime di Juan Domingo Perón lo scalo fu intitolato al pioniere dell'aviazione argentina Jorge Newbery.
Nel 1960 il terminal e la pista dello scalo subirono nuovi lavori di ampliamento. Nel 1981 fu rifatto il terminal della compagnia nazionale Aerolíneas Argentinas. La gestione dello scalo fu privatizzata nel 1998 ed assegnata alla compagnia Aeropuertos Argentina 2000.
A partire dalla seconda metà degli anni 2000 l'aeroporto fu interessato da una serie di investimenti volti a far aumentare il volume dei passeggeri come l'entrata in servizio di alcune nuove tratte internazionali per il Brasile, il Cile ed il Paraguay. Insieme a queste iniziative furono intrapresi una serie di interventi strutturali come l'allungamento della pista nel 2007, l'ampliamento dei terminal III e IV e la costruzione di nuove vie d'accesso verso il centro di Buenos Aires. Nel 2017 è stata ultimata la nuova torre di controllo entrata poi in funzione nel febbraio dell'anno successivo.
In breve l'aeroporto è arrivato a rischio saturazione, tanto da spingere le autorità argentine nel maggio 2018 a spostare su Ministro Pistarini il 50% dei voli internazionali destinati ad Aeroparque. Nel marzo 2019 fu infine deciso il trasferimento di tutte le tratte internazionali, eccezion fatta per quelle per l'Uruguay, allo scalo di Ezeiza. Nel gennaio 2020 il governo argentino ha annunciato per il maggio successivo il ritorno ad Aeroparque dei voli internazionali per il Brasile, il Paraguay, la Bolivia, il Cile ed il Perù.

## Incidenti
- 11 gennaio 1957, LADE Vickers VC.1 Viking T-11, si schiantò in fase di decollo causando la morte di tutti e 35 gli occupanti.
- 30 giugno 1961, Transcontinental S.A. Curtiss C-46 Commando LV-FTO si schiantò in fase di atterraggio. Dei 35 occupanti 24 morirono.
- 7 maggio 1981, il volo Austral 901, un BAC One-Eleven si schiantò in fase si atterraggio da Tucumán. Tutti e 31 gli occupanti morirono.
- 31 agosto 1999, volo LAPA 3142, un Boeing 737 si schiantò in fase di decollo a causa di un errore umano dei piloti. 63 dei 100 occupanti restarono uccisi. Altre due persone a terra rimasero uccise.